# Metoxypilus costalis
Metoxypilus costalis es una especie de mantis de la familia Amorphoscelidae.

## Distribución geográfica
Se encuentra en  Nueva Guinea.